# Kuchnia chińska

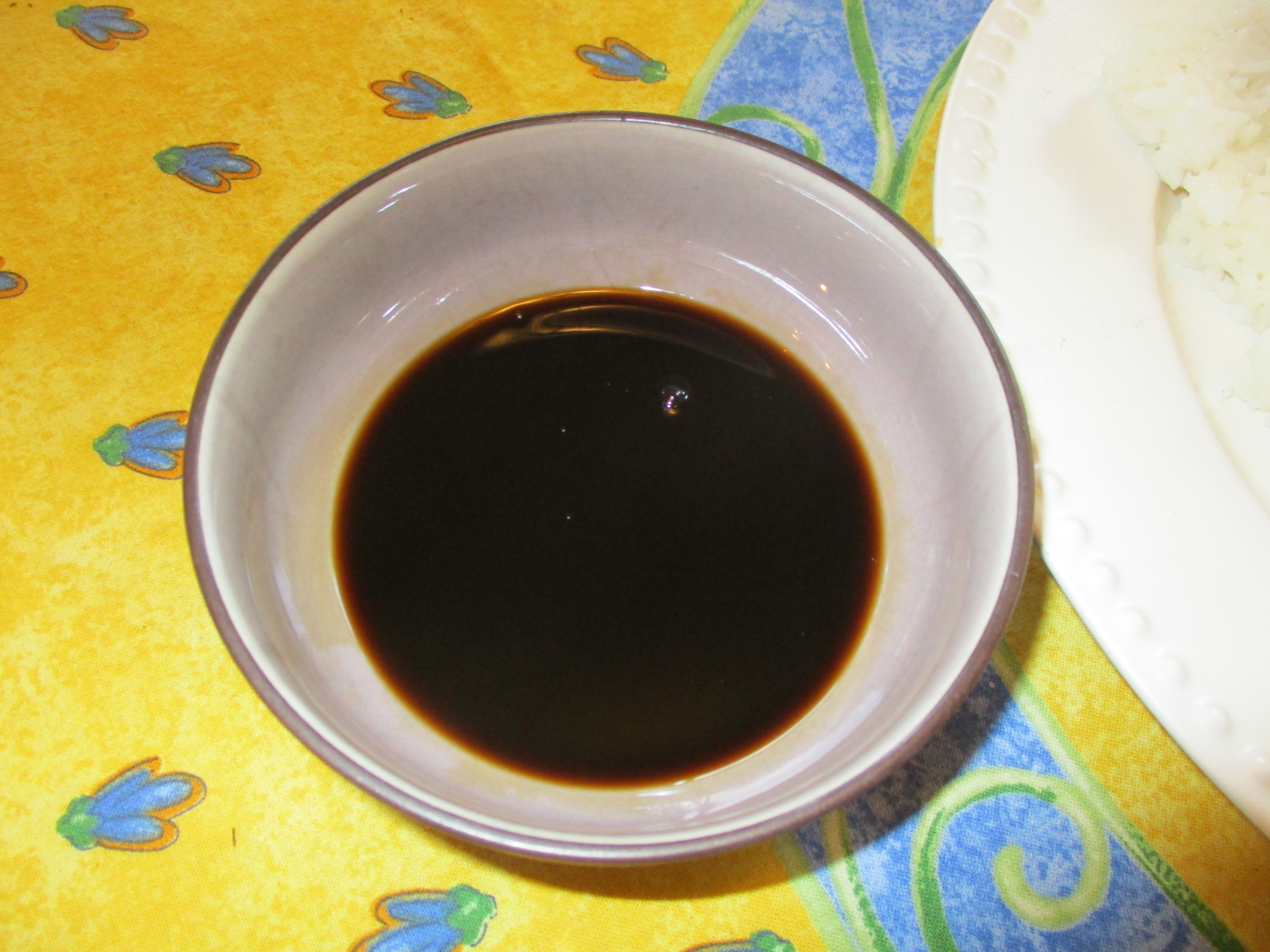
Sos sojowy typowy dla kuchni chińskiej.

Kuchnia chińska – zbiorcza nazwa wszystkich zwyczajów kulinarnych ludów mieszkających w Chinach, a często również w innych krajach wschodniej i południowo-wschodniej Azji.

## Geograficzne odmiany kuchni chińskiej
Mimo wielu cech wspólnych (np. duża ilość warzyw), między regionami Chin występują bardzo duże różnice pod względem używanych składników, przypraw oraz sposobów przyrządzania. Wyróżnić można różne odmiany kuchni chińskiej:
- pekińska – kuchnia północnych Chin, oparta na tradycjach kulinarnych prowincji Hebei i Szantung. Podstawą pożywienia są pszenne bułeczki gotowane na parze oraz makaron. Dania z ryżu należą do rzadkości. Duży wpływ na kuchnię tego regionu mieli w przeszłości Mongołowie, wprowadzając dania mięsne, opiekane na rożnie i smażone.
- kantońska – kuchnia południowych Chin (okolic Kantonu oraz Hongkongu), najbardziej znana na Zachodzie, używająca głównie ryżu i drobno posiekanych składników szybko smażonych na woku. W morskich regionach Chin dominują potrawy z ryb i owoców morza.
- szanghajska – kuchnia wschodnich Chin (miasta Szanghaj, Suzhou, Hangzhou i Nankin), charakteryzująca się słodkim smakiem (brązowy cukier dodaje się często do dań mięsnych). Słynie z ryb i owoców morza.
- syczuańska – kuchnia Chin zachodnich, oparta na wołowinie, bardzo pikantna. Słynie z potraw wędzonych.
- hunańska – kuchnia regionów centralnych, położonych wzdłuż rzeki Jangcy, ryżowego zagłębia Chin. Bardzo pikantna.
- fukieńska – kuchnia południowo-wschodnich Chin, znanych z najlepszego sosu sojowego, pierożków i wielkiej różnorodności zup
- sinciang – kuchnia północno-zachodnich Chin, najbardziej odmienna, w której widoczne są wpływy Azji Środkowej. Nie ma tam ryżu, więc używane są różne zboża. W niektórych regionach tej części kraju dominuje islam, nie je się tam zatem popularnej na południu wieprzowiny. Stosuje się gotowanie na wolnym ogniu w glinianym garnku.
- nyonya – odmiana kuchni chińskiej spotykana w Malezji i Singapurze, będąca skrzyżowaniem upodobań chińskich i malajskich[2]
- chaozhou – kuchnia regionu Chaoshan w prowincji Guangdong, słynąca z owoców morza i delikatnych, wykwintnych dań

## Charakterystyczne składniki kuchni chińskiej
- tofu,
- sos sojowy,
- pieprz syczuański,
- sos hoisin,
- sos ostrygowy,
- ocet ryżowy.

## Etykieta chińska
Potrawy zwykle je się pałeczkami z miseczek, zaś zupy łyżką. Napoje należy dolewać współbiesiadnikom, nigdy sobie.
Pałeczki w Chinach, Wietnamie, Korei i Japonii znane od wieków. Reszta świata stosunkowo od niedawna interesuje się tym sposobem jedzenia. Pałeczki są jednym z najpopularniejszych sposobów jedzenia posiłków. Kuaizi (chińskie pałeczki) są przeważnie kwadratowe i mają tępe zakończenie. Hashi (japońskie pałeczki) są zazwyczaj zaokrąglone i mają stożkowatą końcówkę. Kuaizi są trochę większe niż japońskie hashi, ale zastosowanie jest praktycznie identyczne. Pałeczki są wytwarzane z najróżniejszych materiałów, ale najpopularniejsze są drewniane i bambusowe. Dawniej wytwarzano je także z kości słoniowej, metali (także ze złota) i innych materiałów.

## Zasady jedzenia pałeczkami[1]
- na pałeczki nie powinno się nabijać jedzenia,
- po posiłku odkłada się je na specjalne podkładki,
- nie powinno się nimi gestykulować, ponieważ w krajach azjatyckich uznawane jest to za obrazę,
- nie powinno się oblizywać pałeczek,
- krzyżowanie pałeczek przynosi nieszczęście.Przekąski dim sum

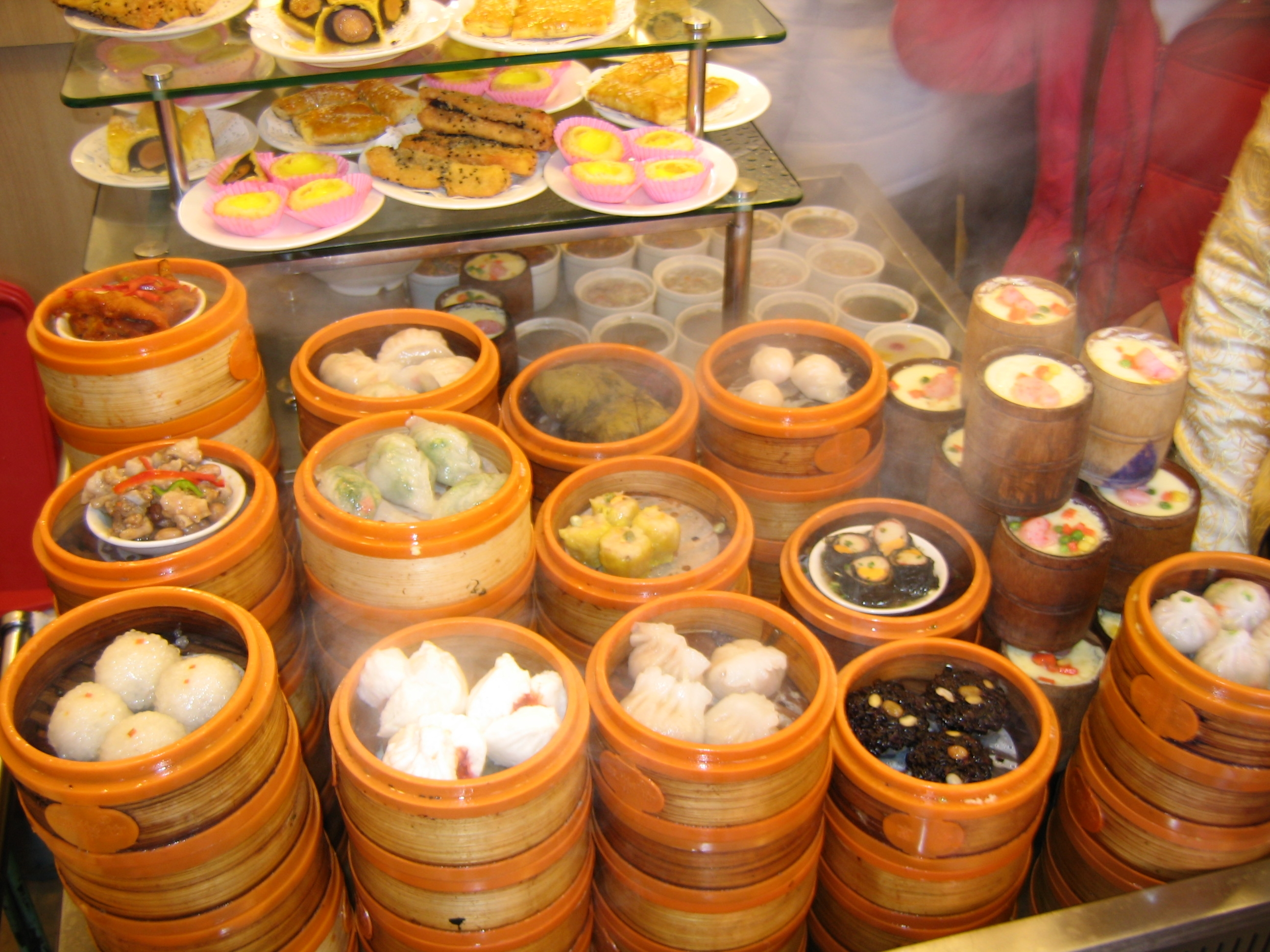
Przekąski dim sum

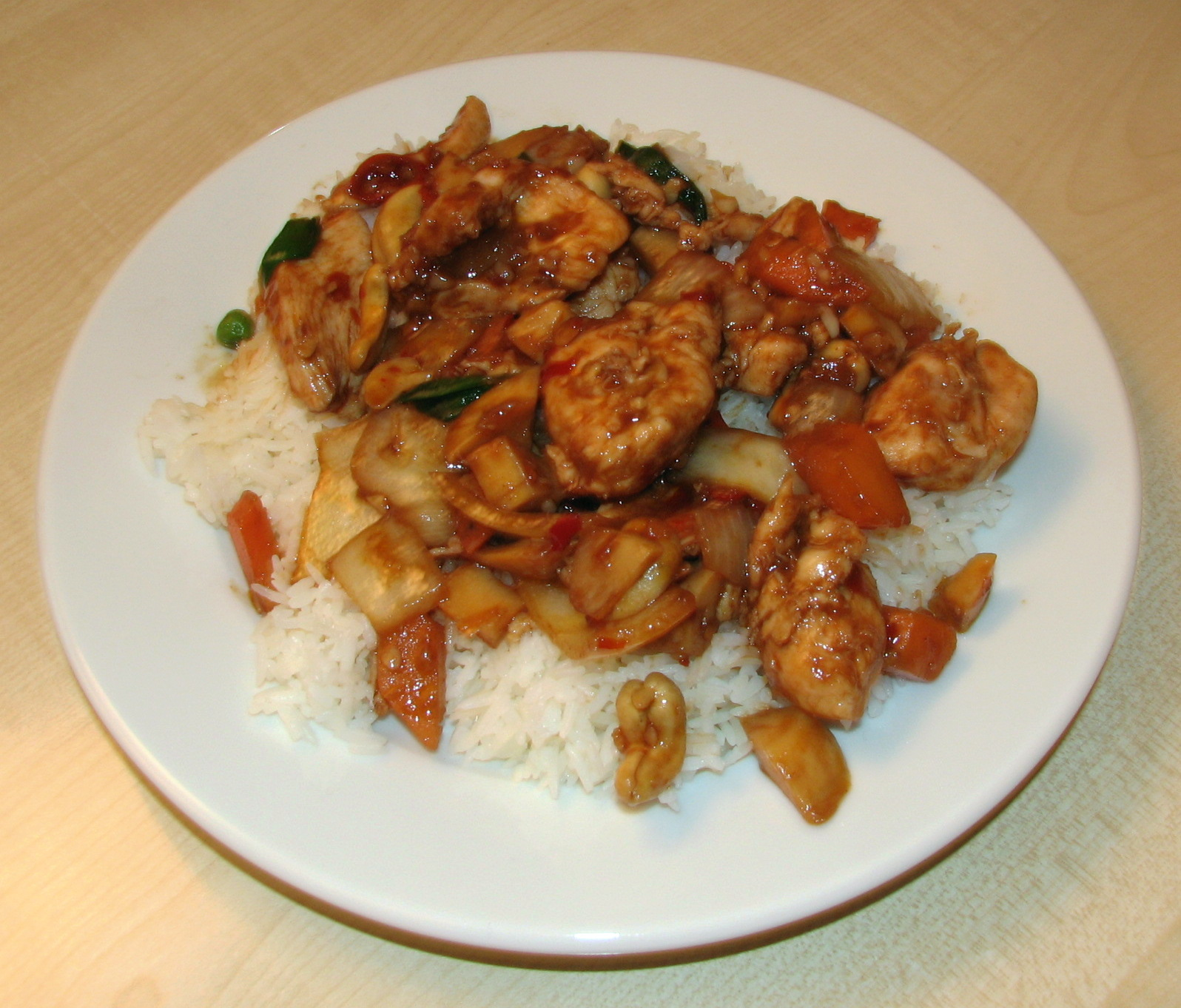
Kurczak gongbao

## Sprzęt używany w kuchni chińskiej[1]
- Wok – to najbardziej uniwersalne narzędzie stosowane w chińskiej kuchni. Dzięki swojej budowie znakomicie nadaje się do szybkiego smażenia, a dodatkowo bardzo ułatwia mieszanie składników. Nadaje się do smażenia na głębokim oleju, a dzięki owalnemu kształtowi, oleju potrzeba naprawdę niewiele.
- Steamer – Proste naczynie do gotowania na parze zrobione z bambusa. Pozwala na łatwe, a przede wszystkim zdrowe przyrządzenie całego posiłku. Wykonane z bambusa, ponieważ na zwykłych pokrywkach i ściankach skrapla się woda, co często powoduje rozmiękczenie składników. Bambus nie jest tak szczelny, więc skraplanie nie jest problemem.
- Tasak – jedno z najpopularniejszych narzędzi używanych w Chinach. Używa się go do siekania, krojenia i rozdrabniania.Budyń z tofu

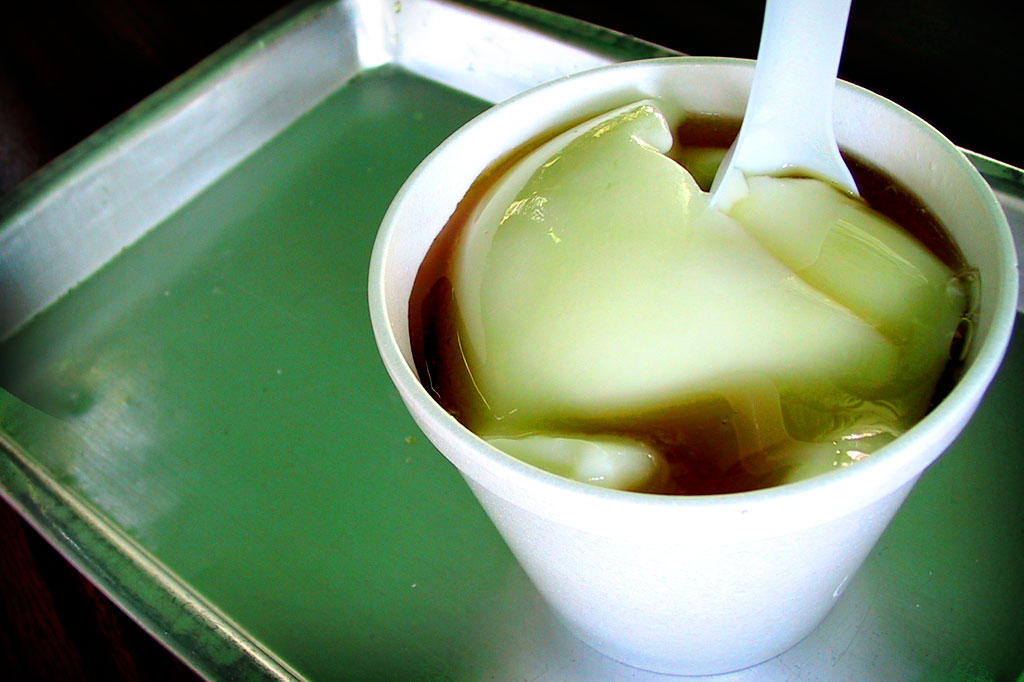
Budyń z tofu

## Techniki gotowania[1]
- Szybkie podsmażanie w woku – pokrojone składniki wrzuca się na wrzący olej. Aby wszystko się dokładnie zarumieniło przez cały czas składniki są mieszane i podrzucane.
- Zanurzanie w głębokim oleju – w tym przypadku składniki zanurzane są na kilka sekund.
- Gotowanie na parze – woka napełnia się wodą często z dodatkiem sosu sojowego, a na nim stawia się specjalne naczynie wykonane z bambusa.
- Smażenie w sosie – duszone zamarynowane, obtoczone w mące mięso polewa się sosem, który nadaje mu odpowiedniego koloru i smaku. Każdy ze składników powinien się dokładnie zarumienić z każdej strony.Zupa z pierożkami wonton i makaronem

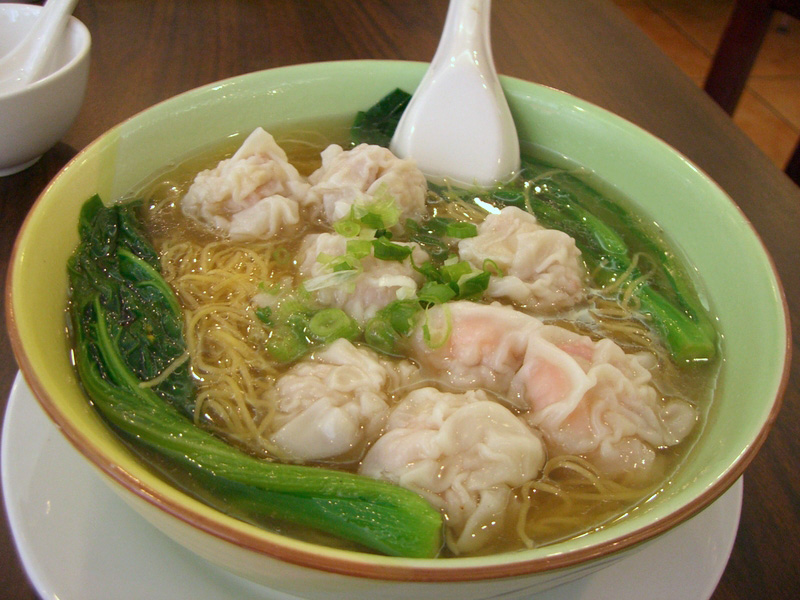
Zupa z pierożkami wonton i makaronem